# オスラジン
オスラジン (osladine) は、天然に存在する強い甘みをもつ甘味料で、シダ類のオオエゾデンダ Polypodium vulgare （ウラボシ科）の地下茎から単離される。当時のチェコスロバキアで1967年に発見され、オオエゾデンダのチェコ語での名称"osladic"にちなみ命名された。平面化学構造は1971年、立体化学はソラソジンからの部分合成を元に1975年にM. HavelとV. Cernyにより発表されたが1993年に訂正された（下記参照）。
この物質はサポニン、サポゲニンステロイドグリコシドで、スクロースの500倍甘い。関連化合物のポリポドシドA（Polypodoside A）はオオエゾデンダの近縁種リコリスファーン P. glycyrrhiza の地下茎に存在し、6%スクロース水溶液の600倍の甘さがある。この化合物は、側鎖はオスラジンと同一だがステロイド骨格の構造が異なる。

ポリポドシドAのステロイド骨格。7位と8位が二重結合となっている

オスラジンは水溶性が低いうえに毒性があるとされ、甘味料としては用いられていない。

## 正しい構造と甘味の度合い決定の過程
発見当初、研究者の私信を基にオスラジンはスクロースの3000倍甘い超甘味配糖体とされていたが、発表された構造式に一部不明な点を残していた。このことから、1993年に徳島文理大学の西沢麦夫らが初めて全合成を試みたところ、従来オスラジンとされていた構造の物質は甘みを持たなかった。
そのため、オオエゾデンダの地下茎から抽出したものを元に改めてオスラジンの構造を決定したところ、従来のオスラジンの構造式は2か所側鎖の立体配置が間違っていたことが判明。結局、合成された「正しい」オスラジンはスクロースの500倍の甘みを持つことが判明した。従来の立体配置の間違いについては、西沢らの「甘くない」オスラジン合成時の知見から、HavelとCerneyらが部分合成による構造決定の際に立体配置が異性化したことを見落としてしまったことが原因と考えられている。